# Міф про вічне повернення
«Міф про вічне повернення» (фр. «Le mythe de l'éternel retour. Arhétypes et répétitio») — одна з найважливіших концептуальних робіт румунського історика релігій Мірчі Еліаде, вперше опублікована в Парижі 1949 року. Видавалася також під назвою « Космос та історія ».
Книга присвячена тому, як людина переживає та інтерпретує історію. У ній автор описує міфологічний погляд на світ, притаманний традиційним та архаїчним суспільствам, погляд на світ, який протистоїть конкретному історичному часові й характеризується ностальгією за поверненням у міфологічний час. Така життєва позиція допомагала представникам традиційних суспільств підтримувати зв'язок між ними і космосом. У книзі також розглянуті відмінності між цією позицією та позицією людей у сучасному суспільстві.

## Зміст частин
Книга «Міф про вічне повернення» розділена на чотири частини.
- У першій частині, «Архетипи та повторюваність», розглянуті небесні архетипи ландшафтів, храмів та поселень, символічне значення центру для традиційної культури, постійне повторення космогонії, божественні моделі ритуалів та архетипи профанічної діяльності. Наприкінці першої частини автор торкається відношення між міфами та історичним процесом.

- Друга частина, «Відродження часу», обговорює значення року та зміни років для «примітивних» суспільств. В ній також розповідається про постійне оновлення часу завдяки періодичним ритуалам, що повторюють процес утворення світу.

- Третя частина, «Нещастя та історія», присвячена тому, як традиційні суспільства розглядають проблему страждання і як пов'язують страждання з історією. В ній також приведено опис уявлень про історію як про ієрофанії.

- Четверта частина книги, «Жах перед історією», показує, як міфу про вічне повернення вдається зберегтися навіть у сучасному світі. Обговорюються проблеми історизму та питання свободи волі в історичному процесі.

Вперше «Міф про вічне повернення» був опублікований 1949 року в Парижі видавництвом Librarie Gallimard під назвою «Le Mythe de l' éternel retour». Сам Мірча Еліаде вважав цю книгу своєю найбільш важливою роботою та рекомендував починати вивчення історії релігії та «примітивних» суспільств саме з неї.